# Max Wright

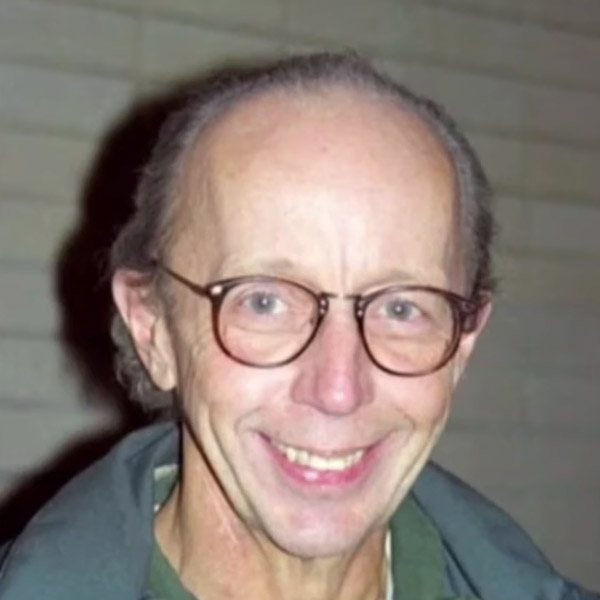
Max Wright (2024)

George Edward Maxwell Wright (* 2. August 1943 in Detroit, Michigan; † 26. Juni 2019 in Englewood, New Jersey) war ein US-amerikanischer Schauspieler. Einem breiten Publikum wurde er durch die Rolle des Familienvaters William „Willie“ Tanner in der Fernsehserie Alf bekannt.

## Karriere
Max Wright begann seine Schauspielerkarriere in den 1960er-Jahren bei Regionaltheatern, beispielsweise in der Originalproduktion von Howard Sacklers Drama The Great White Hope, mit dem er auch im Jahr 1968 seinen Einstand am Broadway hatte. In den folgenden Jahrzehnten war er noch mehrfach am Broadway zu sehen und wurde zu einem respektierten Theaterdarsteller; sein Auftritt als Pawel Lebedjew in Anton Tschechows Iwanow im Jahr 1997 brachte ihm sogar eine Nominierung für den Tony Award ein. Ab Ende der 1970er-Jahre übernahm er Nebenrollen in Kinofilmen wie Hinter dem Rampenlicht von Bob Fosse, Warren Beattys Reds oder auch der Komödie Soul Man.
In der Serie Die Spezialisten unterwegs spielte Wright in den Jahren 1985 und 1986 den Finanzverantwortlichen des Humanidyne Labors, der dessen Wissenschaftler dazu bringen soll, etwas Vernünftiges zu erforschen, ihnen jedoch immer wieder nachgibt, wenn diese ein unkonventionelles Projekt verfolgen. Noch größere Bekanntheit erreichte Wright wenig später durch die Rolle des William „Willie“ Tanner in der Sitcom Alf, die zwischen 1986 und 1990 produziert wurde. Darin spielte er den braven Familienvater, der oft mit dem unangepassten Außerirdischen Alf in Konflikt gerät, ihn aber dennoch in seinem Haus versteckt. Für die Serie lieh der deutsche Synchronsprecher Niels Clausnitzer dem US-Schauspieler seine Stimme.
Nach dem Ende von Alf war Wright gelegentlich in Kinofilmen zu sehen, beispielsweise in einer Verfilmung von Ein Sommernachtstraum und in der Literaturverfilmung Schnee, der auf Zedern fällt. Außerdem spielte er in Shadow und der Fluch des Khan die kleine Rolle eines Museumsangestellten. Daneben trat er weiterhin in Serien auf und erhielt etwa eine Rolle in der Stephen-King-Verfilmung The Stand. Zudem spielte er in zwei Folgen der ersten und zweiten Staffel der US-Serie Friends den Chef und Besitzer des Central Perk. Als Serienschauspieler war Wright 1999 wieder in einer größeren Nebenrolle in der US-amerikanischen Fernsehserie Norm (zu Beginn auch: The Norm Show) zu sehen. Seinen letzten Auftritt vor der Kamera hatte er 2005 in dem Fernsehfilm Back to Norm.

## Privatleben
Wright war ab 1965 mit seiner Ehefrau Linda verheiratet. Aus der Ehe gingen ein Sohn und eine Tochter hervor. Er lebte in einem Appartement in Hermosa Beach, Kalifornien. 1995 erkrankte Wright an Haut- und Lymphdrüsenkrebs.
Seine Ehefrau starb im November 2017. Nach deren Tod lernte er einen deutschen Krankenpfleger kennen und lebte mit ihm bis zu seinem Tod in einer Beziehung.
Max Wright starb am 26. Juni 2019 im Alter von 75 Jahren an den Folgen einer Krebserkrankung. Seine Grabstätte befindet sich auf dem Fairview Cemetery in Linden, Michigan.

## Filmografie (Auswahl)
- 1974: Great Performances (Fernsehserie, eine Folge)
- 1977: Großalarm (Red Alert, Fernsehfilm)
- 1979: Tödliche Umarmung (Last Embrace)
- 1979: Hinter dem Rampenlicht (All that Jazz)
- 1980: Simon, der Außerirdische (Simon)
- 1980: Spiel um Zeit – Das Mädchenorchester in Auschwitz (Playing for Time, Fernsehfilm)
- 1981: For Ladies Only (Fernsehfilm)
- 1981: Reds – Ein Mann kämpft für Gerechtigkeit (Reds)
- 1982: Hart aber herzlich (Hart to Hart, Fernsehserie, Folge 3x13: Kosmetische Operationen)
- 1982: Dirty Kid (Dangerous Company, Fernsehfilm)
- 1982: WKRP in Cincinnati (Fernsehserie, zwei Folgen)
- 1982: Open All Night (Fernsehserie, eine Folge)
- 1982: Code Red (Fernsehserie, eine Folge)
- 1982: Taxi (Fernsehserie, eine Folge)
- 1983: Zwei ausgekochte Gauner (The Sting II)
- 1983: Geschichten aus der Schattenwelt (Tales from the Darkside, Fernsehserie, Folge 1.01)
- 1983–1984: Buffalo Bill (Fernsehserie, 26 Folgen)
- 1984: I Gave at the Office (Fernsehserie, eine Folge)
- 1984: After MASH (Fernsehserie, eine Folge)
- 1984: The Boy Who Loved Trolls (Fernsehfilm)
- 1984: E/R (Fernsehserie, eine Folge)
- 1985: Tödliche Schlagzeilen (Scandal Sheet, Fernsehfilm)
- 1985: American Eiskrem (Fraternity Vacation)
- 1985: Benson (Fernsehserie, eine Folge)
- 1985: Konrad (Fernsehfilm)
- 1985: Codename: Foxfire (Code Name: Foxfire, Fernsehserie, eine Folge)
- 1985–1986: Die Spezialisten unterwegs (Misfits of Science, Fernsehserie, 15 Folgen)
- 1986: Cheers (Fernsehserie, zwei Folgen)
- 1986: Comedey Factory (Fernsehserie, eine Folge)
- 1986: Liberty (Fernsehfilm)
- 1986: Gangster Kid (Touch and Go)
- 1986: Soul Man
- 1986–1990: Alf (Fernsehserie, 100 Folgen)
- 1987: You Are the Jury (Fernsehserie, eine Folge)
- 1987: Große Märchen mit großen Stars (Faerie Tale Theatre, Fernsehserie, Folge 6.03)
- 1988: Hochzeitsfieber (Going to the Chapel)
- 1991: Mord ist ihr Hobby (Murder, She Wrote, Fernsehserie, Folge 7.15)
- 1992: Wer ist hier der Boss? (Who’s the Boss?, Fernsehserie, Folge 8.16)
- 1992: Zurück in die Vergangenheit (Quantum Leap, Fernsehserie, zwei Folgen)
- 1992: Ghostwriter (Fernsehserie, vier Folgen)
- 1992: The Powers That Be (Fernsehserie, eine Folge)
- 1993: Dudley (Fernsehserie, fünf Folgen)
- 1993: Murphy Brown (Fernsehserie, eine Folge)
- 1993: Roc (Fernsehserie, eine Folge)
- 1994: Stephen Kings The Stand – Das letzte Gefecht (The Stand, Miniserie, zwei Folgen)
- 1994: Reißende Strömung – Rafting-Trips ins Verderben (White Mile, Fernsehfilm)
- 1994: Shadow und der Fluch des Khan (The Shadow)
- 1994–1995: Friends (Fernsehserie, Folge 1.9 und 2.6)
- 1995: Der dritte Frühling – Freunde, Feinde, Fisch & Frauen (Grumpier Old Men)
- 1995: A Mother’s Gift (Fernsehfilm)
- 1995: Nachtschicht mit John (The John Larroquette Show, Fernsehserie, eine Folge)
- 1996: Allein gegen die Zukunft (Early Edition, Fernsehserie, eine Folge)
- 1996: Aaahh!!! Monster (Fernsehserie, eine Folge, nur Stimme)
- 1996: High Incident – Die Cops von El Camino (High Incident, Fernsehserie, eine Folge)
- 1997: Midnight Man – Killer der Regierung (Dead by Midnight, Fernsehfilm)
- 1998: From the Earth to the Moon (Fernsehserie, eine Folge)
- 1998: Verrückt nach dir (Mad About You, Fernsehserie, Folge 7.01)
- 1998: Twelfth Night, or What You Will (Fernsehfilm)
- 1999: Ein Sommernachtstraum (A Midsummer Night’s Dream)
- 1999: Schnee, der auf Zedern fällt (Snow Falling on Cedars)
- 1999: Die Drew Carey Show (The Drew Carey Show, Fernsehserie, eine Folge)
- 1999–2001: The Norm Show (Fernsehserie, 49 Folgen)
- 2002: Easter
- 2003: A Minute with Stan Hooper (Fernsehserie, Folge 1.02)
- 2005: Back to Norm (Kurzfilm)